# لیناپاکان
لیناپاکان (به لاتین: Linapacan) یک شهر در فیلیپین است که در پالاوان واقع شده‌است.

## خصوصیات
لیناپاکان ۱۹۵٫۴۴ کیلومترمربع مساحت و ۱۴٬۱۸۰ نفر جمعیت دارد.